# Representantskap
Representantskap (även kortare; repskap) är förhållandet att vara representant för något eller att ha representanter (vara representerad). Vanligen avses med representantskap en samling av representanter, som valts eller utsetts av och bland medlemmarna i en större förening eller organisation för att fungera som ett mellanled mellan medlemmarna och dennas styrelse som ett beslutande (eller rådgivande) organ. 
Representantskap är särskilt förekommande som beslutande organ inom fackliga organisationer. Två gånger om året hålls exempelvis representantskap av Landsorganisationen (LO), som i representantskapet har sitt lägre, i LO-kongressen sitt högre beslutande organ.
I vissa större socialdemokratiska arbetarekommuner (lokala partiorganisationer) är medlemsmötet som arbetarekommunens högsta beslutande organ ersatt med ett representantskap. Representantskapet består av ett antal ombud som väljs från klubbar och föreningar.  Varje förening eller klubb tilldelas ombud utefter storlek.